# جدعین
جدعین (به عربی: جدعین) یک روستا در سوریه است که در ناحیه کفر تخاریم واقع شده‌است. جدعین ۲۷۷ نفر جمعیت دارد.